# 8860 Rohloff
A 8860 Rohloff (ideiglenes jelöléssel 1991 TE5) a Naprendszer kisbolygóövében található aszteroida. Lutz D. Schmadel és Freimut Börngen fedezte fel 1991. október 5-én.